# Liga Nogometnog saveza područja Bjelovar 1971./72.
Liga Nogometnog saveza područja Bjelovar je bila liga petog stupnja nogometnog prvenstva Jugoslavije u sezoni 1971./72. 
 
Sudjelovalo je 12 klubova, a prvak je bio "Radnik" iz Velikog Grđevca. 

## Ljestvica
| mj. | klub                      | ut. | pob. | ner. | por. | gol+ | gol- | bod |
| --- | ------------------------- | --- | ---- | ---- | ---- | ---- | ---- | --- |
| 1.  | Radnik Veliki Grđevac     | 22  | 16   | 4    | 2    | 103  | 37   | 36  |
| 2.  | Mladost Dubrava           | 22  | 15   | 4    | 3    | 72   | 42   | 34  |
| 3.  | Dinamo Predavac           | 22  | 15   | 2    | 5    | 91   | 39   | 32  |
| 4.  | Partizan Rovišće          | 21  | 12   | 0    | 9    | 71   | 58   | 24  |
| 5.  | Sloboda Gradec            | 22  | 10   | 3    | 9    | 59   | 59   | 23  |
| 6.  | Sloga Bjelovar            | 21  | 9    | 2    | 10   | 54   | 55   | 20  |
| 7.  | Lonja Lonjica             | 22  | 7    | 3    | 12   | 58   | 78   | 17  |
| 8.  | Borac Galovac             | 19  | 6    | 4    | 9    | 43   | 61   | 16  |
| 9.  | Česma Bjelovar            | 22  | 6    | 3    | 13   | 55   | 85   | 15  |
| 10. | Bilogorac Veliko Trojstvo | 21  | 5    | 4    | 12   | 49   | 57   | 14  |
| 11. | Radnički Obrovnica        | 21  | 6    | 1    | 14   | 54   | 96   | 13  |
| 14. | Slavija Severin           | 21  | 5    | 2    | 14   | 49   | 91   | 12  |

- ljestvica bez rezultata 4 utakmice

## Rezultatska križaljka
| kratica | klub                      | BIL | BOR | ČES | LONJ | DIN | MLA | PAR | RADČ | RADK | SLA | SLOB | SLOG |
| --- | ------------------------- | --- | --- | --- | ---- | --- | --- | --- | ---- | ---- | --- | ---- | ---- |
| BIL | Bilogorac Veliko Trojstvo |     |     |     |      |     |     |     |      |      |     |      |      |
| BOR | Borac Galovac             |     |     |     |      |     |     |     |      |      |     |      |      |
| ČES | Česma Bjelovar            |     |     |     |      |     |     |     |      |      |     |      |      |
| LONJ | Lonja Lonjica             |     |     |     |      |     |     |     |      |      |     |      |      |
| DIN | Dinamo Predavac           |     |     |     |      |     |     |     |      |      |     |      |      |
| MLA | Mladost Dubrava           |     |     |     |      |     |     |     |      |      |     |      |      |
| PAR | Partizan Rovišće          |     |     |     |      |     |     |     |      |      |     |      |      |
| RADČ | Radnički Obrovnica        |     |     |     |      |     |     |     |      |      |     |      |      |
| RADK | Radnik Veliki Grđevac     |     |     |     |      |     |     |     |      |      |     |      |      |
| SLA | Slavija Severin           |     |     |     |      |     |     |     |      |      |     |      |      |
| SLOB | Sloboda Gradec            |     |     |     |      |     |     |     |      |      |     |      |      |
| SLOG | Sloga Bjelovar            |     |     |     |      |     |     |     |      |      |     |      |      |
| |                           |     |     |     |      |     |     |     |      |      |     |      |      |
| podebljan rezultat - utakmice od 1. do 11. kola (1. utakmica između klubova) rezultat normalne debljine - utakmice od 12. do 22. kola (2. utakmica između klubova) rezultat nakošen - nije vidljiv redoslijed odigravanja međusobnih utakmica iz dostupnih izvora rezultat smanjen * - iz dostupnih izvora nije uočljiv domaćin susreta prekrižen rezultat - poništena ili brisana utakmica p - utakmica prekinuta 3:0 p.f. / 0:3 p.f. - rezultat 3:0 bez borbe n.i. - nije igrano |                           |     |     |     |      |     |     |     |      |      |     |      |      |

 Izvori:

## Unutrašnje poveznice
- Međupodručna liga Bjelovar – Daruvar – Virovitica 1971./72.